# Born to Make You Happy
"Born to Make You Happy" là một bài hát của nghệ sĩ thu âm người Mỹ Britney Spears nằm trong album phòng thu đầu tay của cô, ...Baby One More Time (1999). Nó được phát hành như là đĩa đơn thứ từ trích từ album ở những quốc gia châu Âu vào ngày 6 tháng 12 năm 1999 bởi Jive Records. Trước khi thu âm bài hát, Spears đã phải yêu cầu những tác giả của nó, Andreas Carlsson và Kristian Lundin để viết lại bài hát cho phù hợp với Spears, người bấy giờ chỉ mới 16 tuổi và chưa đủ lớn để hát những bài hát liên quan đến tình dục. Đây là một bản dance-pop và teen pop, với nội dung ám chỉ đến một mối quan hệ mà một cô gái mong muốn, nhưng không hoàn toàn hiểu biết những gì mình làm đã sai, khi đó cô nhận ra rằng cô "sinh ra để làm cho người yêu hạnh phúc".
Sau khi phát hành, "Born to Make You Happy" nhận được những phản ứng trái chiều từ các nhà phê bình âm nhạc, trong đó họ đánh giá cao chất cổ điển của nó và gọi đây là một đĩa đơn tiềm năng, mặc dù bị cho là mờ nhạt nếu so sánh với những bản ballad khác trong album. Bài hát cũng gặt hái những thành công vượt trội về mặt thương mại, đứng đầu các bảng xếp hạng ở Ireland và Vương quốc Anh, và lọt vào top 10 ở hầu hết những quốc gia nó xuất hiện, bao gồm vươn đến top 5 ở Bỉ, Phần Lan, Đức, Hà Lan, Na Uy, Thụy Điển và Thụy Sĩ. Mặc dù đạt được nhiều thành tích trên toàn cầu, "Born to Make You Happy" đã không được phát hành ở thị trường Bắc Mỹ.
Video ca nhạc cho "Born to Make You Happy" được đạo diễn bởi Billie Woodruff, trong đó Spears thể hiện mong ước được bên cạnh người yêu của mình, trong khi cô trình diễn nó ở phần lớn video. Để quảng bá bài hát, Spears đã trình diễn nó trên nhiều chương trình truyền hình và lễ trao giải lớn, như Top of The Pops, Rock in Rio năm 2001 cũng như trong bốn chuyến lưu diễn trong sự nghiệp của cô, gần nhất là tại Dream Within a Dream Tour (2001-02). Ngoài ra, nó cũng xuất hiện trong nhiều album tổng hợp của nữ ca sĩ kể từ khi phát hành, bao gồm Greatest Hits: My Prerogative (2004), The Singles Collection (2009) và Oops! I Did It Again: The Best of Britney Spears (2012).

## Danh sách bài hát
- Đĩa CD tại châu Âu

1. "Born to Make You Happy" (bản radio) — 3:35
2. "Born to Make You Happy" (Bonus Remix) — 3:40

- Đĩa CD maxi tại châu Âu

1. "Born to Make You Happy" (bản radio) — 3:35
2. "Born to Make You Happy" (Bonus Remix) — 3:40
3. "(You Drive Me) Crazy" (Jazzy Jim's Hip-Hop Mix) — 3:40
4. "...Baby One More Time" Answering Machine Message — 0:21

- Đĩa CD maxi tại Vương quốc Anh

1. "Born to Make You Happy" (bản radio) — 3:35
2. "Born to Make You Happy" (Bonus Remix) — 3:40
3. "(You Drive Me) Crazy" (Jazzy Jim's Hip-Hop Mix) — 3:40

- Đĩa đơn cassette

1. "Born to Make You Happy" (bản radio) — 3:35
2. "Born to Make You Happy" (Bonus Remix) — 3:40
3. "...Baby One More Time" Answering Machine Message — 0:21

## Xếp hạng
| Bảng xếp hạng (1999/2000)          | Vị trí cao nhất |
| ---------------------------------- | --------------- |
| Áo (Ö3 Austria Top 40)             | 8               |
| Bỉ (Ultratop 50 Flanders)          | 5               |
| Bỉ (Ultratop 50 Wallonia)          | 4               |
| Châu Âu (European Hot 100 Singles) | 2               |
| Phần Lan (Suomen virallinen lista) | 5               |
| Pháp (SNEP)                        | 9               |
| Đức (GfK)                          | 3               |
| Ireland (IRMA)                     | 1               |
| Ý (FIMI)                           | 9               |
| Hà Lan (Dutch Top 40)              | 4               |
| Hà Lan (Single Top 100)            | 6               |
| Na Uy (VG-lista)                   | 3               |
| Tây Ban Nha (PROMUSICAE)           | 16              |
| Thụy Điển (Sverigetopplistan)      | 2               |
| Thụy Sĩ (Schweizer Hitparade)      | 3               |
| Anh Quốc (OCC)                     | 1               |

| Bảng xếp hạng (1999)                 | Vị trí |
| ------------------------------------ | ------ |
| Netherlands (Dutch Top 40)           | 151    |
| Sweden (Sverigetopplistan)           | 78     |
| Bảng xếp hạng (2000)                 | Vị trí |
| Belgium (Ultratop Flanders)          | 46     |
| Belgium (Ultratop Wallonia)          | 70     |
| Europe (European Hot 100 Singles)    | 17     |
| Finland (Suomen virallinen lista)    | 64     |
| France (SNEP)                        | 59     |
| Germany (Official German Charts)     | 36     |
| Italy (FIMI)                         | 60     |
| Netherlands (Dutch Top 40)           | 66     |
| Netherlands (Single Top 100)         | 79     |
| Norway Winter Period (VG-lista)      | 8      |
| Sweden (Sverigetopplistan)           | 38     |
| Switzerland (Schweizer Hitparade)    | 23     |
| UK Singles (Official Charts Company) | 32     |

## Chứng nhận
| Quốc gia                                  | Chứng nhận | Số đơn vị/doanh số chứng nhận |
| ----------------------------------------- | ---------- | ----------------------------- |
| Pháp (SNEP)                               | Bạc        | 125.000*                      |
| Đức (BVMI)                                | Vàng       | 250.000^                      |
| Thụy Điển (GLF)                           | Bạch kim   | 30.000^                       |
| Anh Quốc (BPI)                            | Bạc        | 200.000^                      |
| ^ Chứng nhận dựa theo doanh số nhập hàng. |            |                               |

## Lịch sử phát hành
| Nước           | Ngày                | Định dạng | Nhãn |
| -------------- | ------------------- | --------- | ---- |
| Áo             | 6 tháng 2 năm 1999  | CD        | Jive |
| Đức            | 6 tháng 2 năm 1999  | CD        | Jive |
| Thuỵ Sĩ        | 6 tháng 2 năm 1999  | CD        | Jive |
| Pháp           | 3 tháng 1 năm 2000  | CD        | Jive |
| Vương quốc Anh | 17 tháng 1 năm 2000 | CD        | Jive |